# Leopoldo Múnera Ruiz
Leopoldo Alberto Múnera Ruiz (Bogotá, 25 de julio de 1957) es un abogado y académico colombiano. Fue designado como rector de la Universidad Nacional de Colombia desde el 7 de junio de 2024.

## Trayectoria
Hijo de un docente de la Universidad Nacional de Colombia, estudió derecho en la Universidad del Rosario, y obtuvo el correspondiente título de abogado en 1980; realizó estudios de maestría en la Universidad de Roma La Sapienza donde obtuvo un título de Magíster en Filosofía del Derecho en 1983 y en la Universidad Católica de Lovaina donde obtuvo un título de Magíster en Desarrollo en 1990. Adicionalmente posee estudios doctorales en Ciencias Políticas de dicha institución, luego de presentar una tesis sobre las relaciones de poder en el Movimiento Popular Colombiano. Ha realizado actividades de docencia e investigación en la Universidad Nacional de Colombia desde el año 1984, cuando se vinculó como Profesor ocasional del Instituto de Derecho Público, y desde entonces ha forjado una carrera docente y administrativa que le ha llevado a ocupar diversos puestos académicos y administrativos entre los que se destacan:
- Director del Departamento Socio-Jurídico de la Facultad de Derecho de la Universidad Nacional (Sede Bogotá), entre 1991 a 1993.
- Director del Departamento de Derecho de la Universidad Nacional (Sede Bogotá), en 1997.
- Decano de la Facultad de Derecho, Ciencias Políticas y Sociales de la Universidad Nacional de Colombia, entre 1997 y 2000.
- Vicerrector de la Sede Bogotá de la Universidad Nacional de Colombia, entre 2000 y 2003.

En 2012, durante el gobierno de Juan Manuel Santos, Múnera se postuló a la rectoría y aunque en ese entonces ganó en la consulta interna entre los estamentos de la universidad, perdió la designación del Consejo Superior Universitario que eligió a Ignacio Mantilla Prada.
En su vida académica se destaca por el interés en temas como la legislación laboral colombiana, los impactos de la globalización, el efecto del glifosato en cultivos ilícitos, y la reorganización del estado en contextos de conflicto armado y postconflicto. Ha sido ponente en varias conferencias nacionales e internacionales sobre estos temas y ha dirigido tesis de posgrado en maestría y doctorado. Se desempeñó como profesor de Teorías del Poder, Estado y Economía, Filosofía del Derecho, Historia de las Ideas Políticas, Introducción a las Ciencias Políticas, Introducción al Estudio del Derecho, Movimientos Sociales y Sindicalismo y Seminario de investigación en Derecho, por más de 40 años.
Sus textos han sido publicados en revistas académicas de la Universidad Nacional y la Universidad de los Andes, además de revistas internacionales como la Revue d’Economie Solidaire en Portugal, Concordia en Alemania, Presses Universitaires de Louvain en Canadá, y Bruylant en Bruselas.
Asimismo, fue galardonado varias veces por su docencia. Dos de los premios más destacados fueron la Medalla al Mérito Universitario, en 2013, y la Orden Gerardo Molina, en 2019. Ambos le fueron otorgados por la Universidad Nacional.